# Restless (canción de Within Temptation)
«Restless» es el primer sencillo de la banda neerlandesa de metal sinfónico "Within Temptation" y primero y único de su primer álbum "Enter".

## Canciones
1. "Restless (Single Version)" 4:41
2. "Restless (Classical Version)" 5:35
3. "Pearls Of Light" 5:14

- Datos: Q2579887